# Università di Danzica
L'Università di Danzica (in polacco Uniwersytet Gdański) è una università pubblica situata a Danzica, in Polonia. È un importante centro per lo studio della lingua casciuba.

## Storia
L'Università di Gdańsk è stata fondata nel 1970 dall'unione della Scuola Superiore di Economia (in polacco Wyższa Szkoła Ekonomiczna)  di Sopot, nata nel 1945, e la Scuola Superiore di Educazione (in polacco Wyższa Szkoła Pedagogiczna) di Danzica, inaugurata nel 1946.

## Rettori
- Jerzy Gwizdała
- Bernard Lammek
- Piotr Stepnowski